# Decreto di Canopo
Il decreto di Canopo è un'iscrizione bilingue formata da tre scritture. Fu scritta con tre sistemi di scrittura: geroglifici egizi, demotico e greco, su una stele memoriale in pietra, la cosiddetta stele di Canopo. L'iscrizione è un decreto dei sacerdoti egizi in onore del faraone Tolomeo III, della regina Berenice sua moglie e della loro figlia Berenice, e fu scolpita nel 238 a.C.

## Importanza per la decifrazione dei geroglifici
Si tratta della più antica delle iscrizioni bilingui della serie della stele di Rosetta, seguita dal Decreto di Menfi per Tolomeo IV e dalla terza ed ultima pietra, la cosiddetta stele di Rosetta, creata per Tolomeo V nel 196 a.C. Grazie ai suoi geroglifici, più numerosi di quelli della stele di Rosetta, la stele di Canopo si è dimostrata cruciale per la loro decifrazione. Esistono due copie di questa stele, e differiscono per la lunghezza delle righe.

## Contenuti dell'iscrizione
L'iscrizione tratta di campagne militari, fine della carestia, religione egizia ed organizzazione del governo nell'Egitto tolemaico. Cita i doni del re ai templi, il suo sostegno per il culto di Api e Mnevis, che garantirono grandi fortune al mondo greco-romano, e la restituzione di statue sacre che erano state asportate da Cambise II di Persia. Esalta il successo del re nel reprimere le insurrezioni dei nativi egiziani, operazione che viene definita 'mantenere la pace'. Ricorda al lettore che durante un anno di limitate inondazioni il governo annullò le tasse, ed importò il grano dall'estero. Inaugura il più preciso calendario solare conosciuto del mondo antico,  con 365,25 giorni per anno. Dichiara dea la defunta principessa Berenice e ne inaugura il culto, con donne, uomini, cerimonie e speciali torte di pane. Infine ordina di incidere il decreto su pietra o bronzo, sia in geroglifico che in greco, e di mostrarlo pubblicamente nei templi.

## Riforma del calendario
Il calendario tradizionale egiziano aveva 365 giorni: dodici mesi di trenta giorni ed un'intercalazione di cinque giorni. Secondo questa riforma, le cerimonie di 5 giorni definite "Apertura dell'anno" avrebbero incluso un'addizionale sesto giorno ogni quattro anni. Il motivo era che la nascita di Sothis (Sirio) avanzava di un giorno ogni quattro anni, così che il collegamento tra l'inizio dell'anno ed il ciclo della stella Sirio avrebbe mantenuto il calendario sincronizzato con le stagioni.
Questa riforma del calendario tolemaico fallì, ma fu infine attuata ufficialmente in Egitto da Augusto nel 26/25 a.C., ed è ora chiamato calendario copto o alessandrino, ed il primo giorno supplementare si ebbe il 29 agosto 22 a.C. Giulio Cesare aveva in precedenza ufficializzato il calendario di 365,25 giorni a Roma nel 45 a.C. e perciò da lui prende il nome il calendario giuliano. Nei primi decenni, tuttavia, l'introduzione dei giorni bisestili avvenne in modo irregolare.

## Traduzioni
- Traduzione in italiano del decreto di Canopo, effettuata da Alberto Elli. Mediterraneo Antico 2019. Download gratuito in formato pdf.
- Traduzione in inglese del decreto di Canopo Archiviato il 29 gennaio 2019 in Internet Archive., effettuata da S. Birch (circa 1800 parole divise in 25 paragrafi)